# Mohed
Mohed is een plaats in de gemeente Söderhamn in het landschap Hälsingland en de provincie Gävleborgs län in Zweden. De plaats heeft 416 inwoners (2005) en een oppervlakte van 103 hectare. De plaats ligt aan de oever van het meer Florsjön.
Van 1689 tot 1908 was Mohed, de standplaats van het Zweedse infanterieregiment Hälsinge regemente in 1908 werd dit regiment overgeplaatst naar Gävle.
In 1981 en 2006 vond de oriëntatieloopwedstrijd O-Ringen in Mohed plaats.

## Verkeer en vervoer
Bij de plaats loopt de Riksväg 50.